# Gregor Wentzel
Pour les articles homonymes, voir Wentzel.
Gregor Wentzel (17 février 1898 à Düsseldorf, province de Rhénanie - 12 août 1978 à Ascona, Suisse) est un physicien allemand surtout connu pour ses recherches en mécanique quantique. Hendrik Anthony Kramers, Léon Brillouin et Wentzel ont, en parallèle, mis au point l'approximation BKW en 1926. Ses premières publications ont porté sur la spectroscopie par rayons X, puis il a élargi ses intérêts pour inclure la mécanique quantique, l'électrodynamique quantique et la théorie des mésons,,.

## Biographie
Gregor Wentzel est né le 17 février 1898 à Düsseldorf en province de Rhénanie. En 1916, il commence des études universitaires à l'université de Fribourg. En 1917 et 1918, pendant la Première Guerre mondiale, il sert dans la Heer. La guerre terminée, il continue ses études à Fribourg puis, en 1919, il va à l'université de Greifswald. En 1920, il commence son doctorat sous la supervision d'Arnold Sommerfeld à l'université Louis-et-Maximilien de Munich (ULMM). En 1921, il défend avec succès sa thèse sur le spectre de Roentgen (Zur Systematik der Röntgenspekten). Il obtient son habilitation en 1922. 
Il enseigne à ULMM comme Privat-docent, jusqu'à ce qu'il accepte une offre de professeur extraordinaire en physique mathématique de l'université de Leipzig en 1926. La même année, Wentzel, Hendrik Anthony Kramers et Léon Brillouin développent, de façon indépendante, ce qui est appelé l'« approximation BKW ». Une première formulation de l'intégrale de chemin, mieux connu aujourd'hui sous le nom de l'intégrale de Feynman, date de 1924 (G. Wentzel, Zur Quantenoptik, Zeitschrift für Physik, vol. 22, pp. 193-199 (1924)).
En 1928, Wentzel succède à Erwin Schrödinger en étant nommé professeur ordinaire à la chaire de physique théorique de l'université de Zurich. La même année, Wolfgang Pauli est nommé professeur à l'École polytechnique fédérale de Zurich. Les travaux des deux font de Zurich un centre de recherche renommé en physique théorique. 
En 1948, Wentzel accepte un poste de professeur à l'université de Chicago. Il prend sa retraite en 1970 et termine sa vie à Ascona en Suisse. 
En 1975, il a reçu la médaille Max-Planck.

## Publications
- (de) Gregor Wentzel, Einführung in die Quantentheorie der Wellenfelder. Franz Deuticke, 1943, 1946. Ann Arbor, Michigan: J.w. Edwards, 1943, 1946.
  - Traduit en anglais par Charlotte Houtermans et J. M. Jauch, avec une annexe de J. M. Jauch, Quantum Theory of Fields, Interscience, 1949 (republication chez Dover, 2003).  (ISBN 0-486-43245-9) (Charlotte Houtermans est l'épouse de Fritz Houtermans)
- Gregor Wentzel, Lectures on Strong Coupling Meson Theory at the University of Rochester, 1954.
- Gregor Wentzel [notes par K. K. Gupta], « Lectures on Special Topics in Field Theory » dans Lectures on Mathematics and Physics: Physics, Tata Institute of Fundamental Research, 1957.
- Gregor Wentzel, « Lectures on Special Topics in Quantum Mechanics » dans Lectures on Mathematics and Physics. Physics, 3, Tata Institute of Fundamental Research, 1965.
- Arnold Sommerfeld et Gregor Wentzel, Über reguläre und irreguläre Dublett, Zeitschrift für Physik, volume 7, p. 86-92, 1921 (comme mentionné dans la bibliographie (en allemand) de Sommerfeld).